# ハ2 (エンジン)
ハ2は、1930年代に三菱航空機が開発・製造した航空機用水冷エンジン。陸軍制式名称は九三式七〇〇馬力発動機、社内呼称はB1。海軍には採用されなかった。

## 概要
従前三菱が生産していたイスパノ650馬力発動機を基礎に、ユンカースなど他の発動機での経験を元に改良を加えた上で機械式過給器を付与したものである。気筒サイズなどはイスパノを踏襲しているが、弁装置はユンカース L88と同じくDOHC・4弁式である。過給器インペラ直径は260mmで、クランク軸の7倍に増速されている。プロペラ軸はファルマン式減速装置により減速されており、その減速比は0.621である。
燃料には航空三号揮発油に容積比0.08%の四エチル鉛を添加した、当時としては高オクタンガソリンが充てられた。正規馬力での燃料消費率は225g/PS・hである。
潤滑油にはカストル油が用いられ、標準の潤滑油圧力は3.5kg/cm^2、消費率は8g/PS・hである。
改良型であるIII型では過給器インペラ径が5mm増され、また増速比も7.98に変更されている。さらにクランク軸とクランク室のそれぞれ剛性向上と、給排気弁の材質変更、排気弁の冷却能力向上が図られている。プロペラ軸減速比は0.625に変更された。
燃料は航空八七揮発油に変更された。標準の潤滑油圧力は3.6kg/cm^2に引き上げられ、燃料と潤滑油の各消費率は250g/PS・hと10g/PS・hである。
IV型では減速装置が平歯車式に変更され、プロペラシャフトの位置が上方に移された。これは九三式重爆撃機の改良に伴う変更である。
しかしながら本発動機はイスパノ650馬力発動機と同じく故障、不具合が多く、最後まで解消されることはなかった。三菱は本発動機の生産終了を以って航空用液冷発動機の開発・製造そのものから手を引いてしまい、ソビエト連邦のクリーモフ系のような発展を遂げることなく系譜は絶たれてしまった。

## 生産数
1932年（昭和7年）から1937年（昭和12年）にかけて各型合計365基が製造された。

## 搭載機
- 陸軍　三菱　キ1　九三式重爆撃機

## 主要諸元

### 九三式七〇〇馬力発動機I型
- 形式：水冷V形12気筒
- 気筒径×行程：150mm×170mm
- 排気量：36.0L
- 圧縮比：6.2
- 全長：2,208mm
- 全高：1,163mm
- 全幅：752mm
- 重量：660kg
- 離昇出力
  - 940HP / 2,300RPM（ブースト圧+125mmHg、離陸上昇時5分間許容値）
- 公称出力
  - 700HP / 2,000RPM（地上、ブースト圧-15mmHg、正規出力）
  - 740HP / 2,000RPM（高度2,000m、ブースト圧-15mmHg）
  - 890HP / 2,300RPM（低空、ブースト圧+80mmHg、離陸時以外の5分間許容値）
  - 930HP / 2,300RPM（高度1,400m、ブースト圧+80mmHg）

### 九三式七〇〇馬力発動機III型
- 重量：565kg
- 公称出力
  - 720HP / 2,000RPM（地上、ブースト圧+61mmHg、正規出力）
  - 800HP / 2,000RPM（高度2,100m、ブースト圧+61mmHg）
  - 810HP / 2,300RPM（低空、ブースト圧+84mmHg、最大出力）
  - 900HP / 2,300RPM（高度2,400m、ブースト圧+84mmHg）